# 캔 옥수수

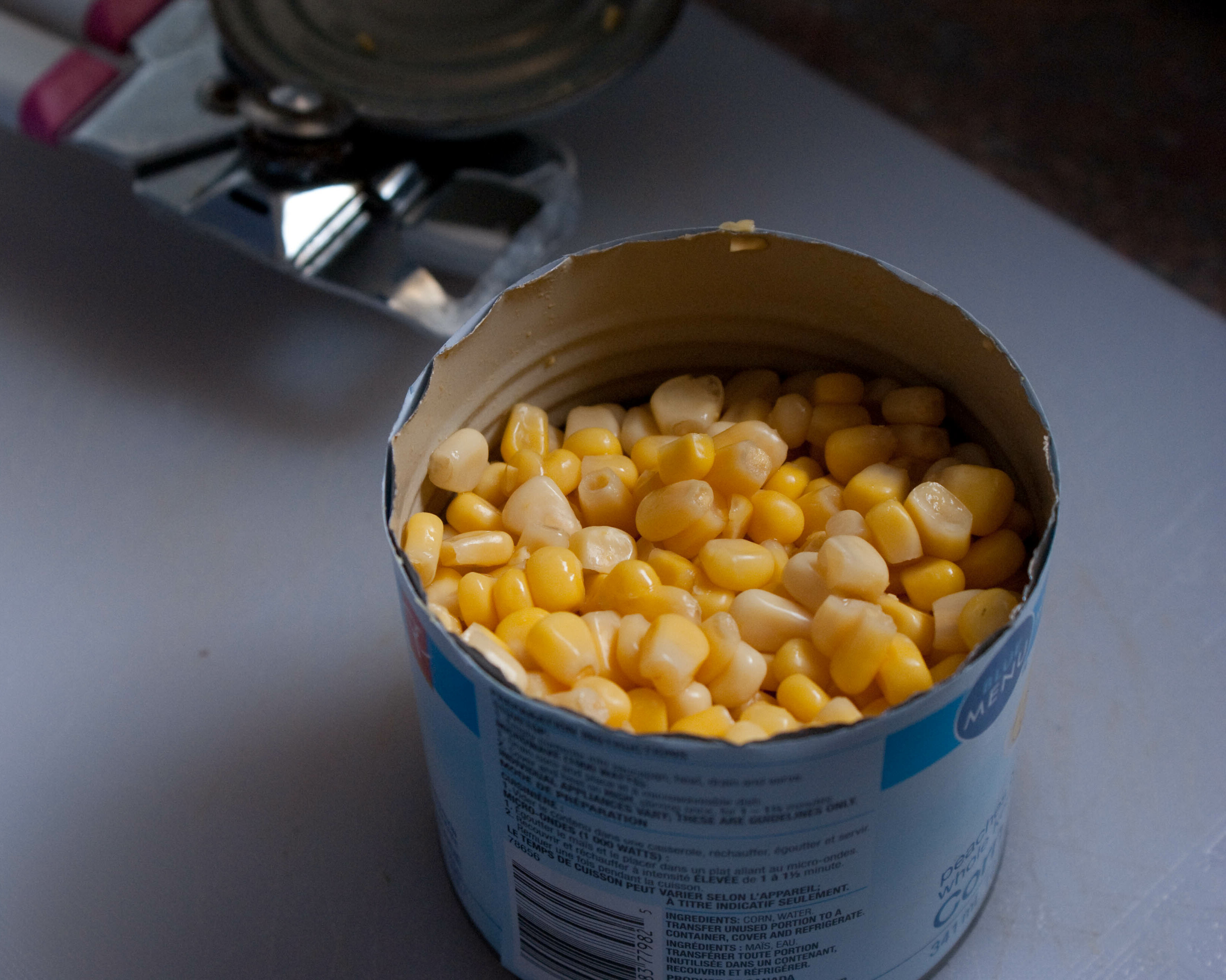
캔 옥수수

캔 옥수수(can---) 또는 통조림 옥수수(桶-----)는 옥수수 알을 통조림통에 넣고 가열·살균한 뒤 밀봉하여 오래 보존할 수 있도록 한 것이다. 대한민국에서는 옥수수콘으로도 불리는데, 영어 "콘(corn)"이 "옥수수"라는 뜻이기 때문에 번역하면 "옥수수 옥수수"인 셈이다.

## 같이 보기
- 콘치즈